# Abrotocrinus
Abrotocrinus Miller e Gurley, 1890 è un genere estinto di echinodermi, appartenente ai crinoidi. Visse nel Carbonifero inferiore (Mississippiano, circa 345 milioni di anni fa) e i suoi resti fossili sono stati ritrovati in Nordamerica.

## Descrizione
L'aspetto di questi crinoidi era piuttosto elegante, a causa della presenza di lunghe braccia libere al di sopra delle piastre radiali. Calice e braccia potevano superare i 10 centimetri di lunghezza. Possedeva un calice, o teca, poco sviluppato in altezza, a forma di tazza, dalla quale si dipartiva una corona formata da un fascio di braccia allungate disposte circolarmente in una sola serie, che si biforcavano più volte. La teca era formata da più serie di piastre; dal basso verso l'alto si riconoscono 5 piastre infrabasali, 5 grandi piastre radiali e 3 piastre anali. La teca era sostenuta da un peduncolo, dalla sezione pentagonale nei pressi dei margini della teca ma via via più arrotondato man mano che si allontanava da questa.

## Tassonomia
Abrotocrinus, descritto per la prima volta da Miller e Gurley nel 1890, è noto per alcune specie nordamericane, la più nota delle quali (e anche la specie tipo) è Abrotocrinus unicus, proveniente dal giacimento di Crawfordsville, nell'Indiana. Resti di Abrotocrinus sono stati ritrovati anche in Alberta, Kentucky, Illinois, Iowa e Alabama. Abrotocrinus fa parte dei Cladida, un gruppo di crinoidi diciclici, con due cicli di piastre sotto le radiali, distribuiti dall'Ordoviciano inferiore al Permiano superiore.